# Dr. Dolittle 2
Dr. Dolittle 2 är en amerikansk komedifilm och uppföljaren till Dr. Dolittle. Det är en fortsättning på berättelsen om läkaren som kan prata med djur. Denna gången hjälper han djuren i en strejk för att skydda deras skog mot giriga exploatörer. Dolittle kommer på en plan att sätta in ett djur i skogen som lagen skyddar. Han hittar den perfekta kandidaten Ava (Lisa Kudrow), en ensam Pacific Western-björn. Hon behöver en partner så Dolittle parar ihop henne med Archie (Steve Zahn), en skämtande, snabbmatsälskande, cirkusbjörn.
Filmen innehåller ett cameoframträdande av Krokodiljägaren, Steve Irwin.
Det är den sista filmen i nyinspelningsserien med Eddie Murphy, Raven-Symoné och större delen av djurrösterna.

## Rollista

### Skådespelare
- Eddie Murphy − Dr. John Dolittle
- Jeffrey Jones − Potter
- Kristen Wilson − Lisa Dolittle
- Raven-Symoné − Charisse Dolittle
- Kyla Pratt − Maya Dolittle
- Kevin Pollak − Riley
- Lil Zane − Eric (Charisse's pojkvän)
- Steve Irwin − Cameoframträdande
- Little Bart − Björnungen

### Djurröster
- Norm Macdonald − Lucky Dolittle the Dog
- Steve Zahn − Archie the Circus Bear (Pacific Western Bear)
- Mike Epps − Sonny the Kodiak Bear
- Lisa Kudrow − Ava the Pacific Western Bear
- Jacob Vargas − Pepito the Chameleon
- Michael Rapaport − Joey the Raccoon
- Phil Proctor − Drunk Monkey
- Isaac Hayes − Possum
- Andy Dick − Mr. Weasel (aka Lennie)
- John Witherspoon − Old Prison Bear
- Cedric the Entertainer − Young Prison Bear
- Jamie Kennedy − Dog #1
- David Cross − Dog # 2
- Reni Santoni − Rat #1
- John Leguizamo − Rat #2
- Arnold Schwarzenegger − White Wolf